# Heiner Roß
Heiner Roß (geboren am 8. August 1942) ist ein deutscher Filmhistoriker und Kinodirektor. Er war langjähriger Leiter des Kommunalen Kinos Metropolis in Hamburg und initiierte 1986 den Caligari Filmpreis.

## Leben und Wirken
Heiner Roß ging seiner Leidenschaft für den Film bereits im Jahr 1956 als aktives Mitglied in verschiedenen Filmklubs nach. Von 1963 bis 1979 war er Geschäftsführer des Vereins Freunde der Deutschen Kinemathek e.V. in Berlin. Im Jahr 1970, initiierte er gemeinsam mit Manfred Salzgeber den Kauf des Kinos Arsenal in Berlin. Darüber hinaus war Roß einer der Mitbegründer des Internationales Forum des jungen Films im Jahr 1971 und später Leiter und Mitglied des Ausschusses für Auswahl und Programmgestaltung der Internationalen Filmfestspiele Berlin. Von 1979 bis 2006 leitete Heiner Roß das Kommunale Kino Metropolis in Hamburg.
Während dieser Zeit, 1986, initiierte er den Caligari Filmpreis. Dieser Preis wird seitdem jährlich an einen thematisch und stilistisch innovativen Film des Internationalen Forums des Jungen Films der Berlinale verliehen. Der Caligari Filmpreis wird vom Bundesverband kommunale Filmarbeit und der Filmzeitschrift Filmdienst gestiftet.

## Publikationen (Auswahl)
Als Herausgeber und Redakteur
- Lernen Sie diskutieren! Re-education durch Film Strategien der westlichen Alliierten nach 1945. In: Filmblatt-Schriften. Beiträge zur Filmgeschichte. Nr. 3 vom 1. Juli 2005. ISBN 978-3-936774-03-0.
- Freunde der Deutschen Kinemathek e. V. (Hrsg.): Klassiker der schwedischen Filmkunst. Reihe: Materialien zur Filmgeschichte. Nr. 1. Berlin 1977, S. 47–50. (Redaktion)

Artikel
- Roma, Sinti, Manouche, Calé – wir nennen sie Zigeuner. sintiundroma.de, Hamburg 1984.
- Zwischen Barrikade und Elfenbeinturm. In: Erika Gregor, Ulrich Gregor, Freunde der Deutschen Kinemathek (Hrsg.): Zwischen Barrikade und Elfenbeinturm. Zur Geschichte des unabhängigen Kinos. 30 Jahre Internationales Forum des Jungen Films. Henschel Verlag, Berlin 2000, ISBN 978-3-89487-341-7, S. 8–15.
- Nürnberg und seine Lehre nach 1945. In: Filmblatt-Schriften. Beiträge zur Filmgeschichte. 2005.